# الاعتراف القانوني بالعلاقات المثلية في روسيا
لا تعترف روسيا بزواج المثليين أو أي شكل آخر من أشكال الاعتراف القانوني الاتحاد المدني أو الشراكة المسجلة. تنص القوانين الروسية على عدة أحكام تمنع الاعتراف بالزيجات الأجنبية القانونية في روسيا، والزواج الذي يبرم بين شخصين مثليين ليس أحدهما.

## موقف الكنيسة الأرثوذكسية الروسية
في عام 2016، صرح بطريرك موسكو كيريل الأول أن زواج المثليين هو شكل من أشكال «الشمولية السوفيتية». في أيار/مايو 2017، شبهه بالنازية وأحالها على أنها تهديد للقيم العائلية خلال زيارة إلى قيرغيزستان.

## الحراك من أجل زواج المثليين في روسيا

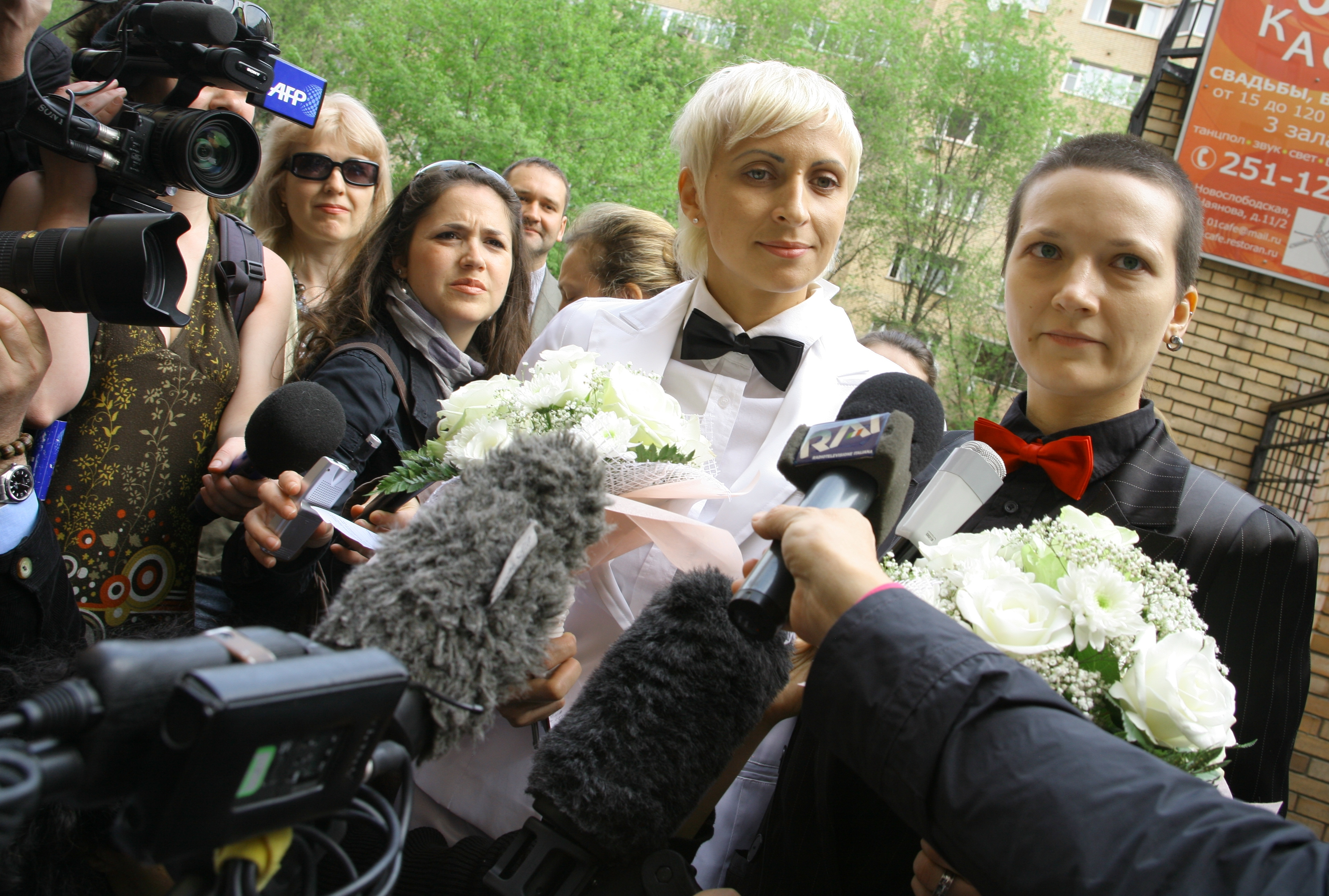
صورة تم التقاطها خلال محاولة تسجيل زواج المثليين في موسكو، روسيا يوم 12 مايو 2009.

في أبريل 2009، أطلق نيكولاي أليكسييف حملة لزواج المثليين في روسيا. وقد سبق له أن ذكر في عام 2005، ومرة أخرى في عام 2008 أن جمعية حقوق المثليين Gayrussia.ru على استعداد لمساعدة الشركاء المثليين والمثليات الذين يرغبون في الحصول على اعتراف بحقوق أسرهم وحقوقهم في روسيا.
في 12 مايو 2009، تقدمت شريكتان مثليتان، وهما إيرينا فيدوتوفا وإيرينا شيبيتكو بطلب الزواج في مكتب تفيرسكوي لتسجيل الأحوال المدنية في وسط موسكو. وقال نداء الزوجين أمام المحكمة: «الدستور الروسي وقوانين الأسرة لا تحظر زواج المثليين». أعلنت الشريكتان المثليتان لصحيفة نيويورك تايمز: «لدينا الحب، ولدينا السعادة، ونحن نريد أن نكون معا حياتنا كلها، ونحن نريد أن نفعل ذلك هنا في روسيا».
وقد تم ذلك خلال فخر السلاف القادم، وكذلك مسابقة الأغنية الأوروبية 2009، وكلاهما مقرر في 16 مايو في موسكو. جرت مسيرة عام 2009 لفخر موسكو، التي أعيد تسميتها باسم "فخر السلاف"، تحت شعار "مساواة المثليين - لا مساومة"، مؤيدة الحق في تبني الأطفال وزواج المثليين. تم تغيير مكان الاحتجاج في اللحظة الأخيرة إلى فوروبيوفي غوري بالقرب من جامعة موسكو الحكومية، وهي منطقة شهيرة لصور الزفاف. أكد هذا الموقع شعار الاحتجاج. وتلقت الشريكتان إنكاراً كتابياً من سفيتلانا بوتاميسنيفا، رئيسة المكتب، الذي رفضت تسجيل الزواج قائلة إن "الفصل 3 من المادة 1 من قانون الأسرة في روسيا تنص على أن تنظيم العلاقات الأسرية يجب أن يلتزم بمبدأ التطوع كاتحاد بين رجل وامرأة". في يونيو/حزيران 2009، ناشد الزوجان محكمة مقاطعة تفرسكوي ضد الرفض الكتابي الذي تلقاه من مكتب الزواج. وجاء في ادعائهم: "إن الدستور الروسي وقوانين الأسرة لا يحظران زواج المثليين. وبالإضافة إلى ذلك، فإن حقوق الأسرة والزواج، بما في ذلك المثليين، مكفولة بموجب المادتين 8 و 12 من الاتفاقية الأوروبية لحقوق الإنسان. وقد تم تأجيل جلسة المحكمة المقرر إجراؤها في 26 أغسطس 2009 إلى 9 سبتمبر 2009 ثم في 6 أكتوبر 2009. أيدت المحكمة قرار مكتب تفيرسكوي لتسجيل الأحوال المدنية ورفضت حجج الشريكتان. قال نيكولاي أليكسييف الصحفيين وقال إن القضية ستستأنف أمام المحكمة العليا والمحكمة الأوروبية لحقوق الإنسان. قالت كارولين مكاري - محامية فرنسية دافعا عن زوجين مثليين فرنسيين في قضية مماثلة في المحكمة الأوروبية، في يونيو/حزيران 2009 إنها ستنظر في قضية الزوجين الروسيين إلى ستراسبورغ. وقال نيكولاي أليكسييف، الذي عمل كمحامي الشريكتين المثليتين، للصحفي إن منظمته ستساعد الشريكتين على تسجيل زواجهما قانونياً في كندا في أكتوبر/تشرين الأول 2009 وسيسعون لاحقاً إلى الاعتراف القانوني به في روسيا.

وقد أعلنت الشريكتان نيتهما الزواج في تورنتو، كندا في 23 أكتوبر 2009، حيث يتم فتح زواج المثليين لغير المقيمين، ثم يطالبون باعتراف قانوني باتحادهم من الحكومة الروسية.
تزوجت الشريكتان كما كان مخططا له في 23 أكتوبر. وقد تم عقد قرانهما من قبل أول قاض كندي مثلي الجنس علنا هارفي براونستون. وحضر الحفل العديد من وسائل الإعلام والناشطين المحليين خلال الحفل الذي تبادلت فيه إيرينا فيدوتوفا-فيت وإيرينا شيبتكو الوعود. حصلت الزوجتان على شهادة الزواج التي تنويان استخدامها لدى عودتهما إلى روسيا ليتم الاعتراف بزواجهما الكندي في وطنهما الأصلي. في حين أن قانون الأسرة يحد من الزواج إلى الأزواج المغايرين في روسيا، إلا انه هناك ثغرة قانونية فيما يتعلق بالاعتراف بالزواج الأجنبي، حيث لا يتم تحديد أساس الجنس. استضاف الزوجان مع محاميهما نيكولاي أليكسييف بالإضافة إلى ناشطين محليين مؤتمراً صحفياً في قاعة مدينة تورونتو قبل الحفل الذي تحدث فيه الناشطون الكنديون المثليون عن نضالهم من أجل المساواة في الزواج مؤكدين على أهمية دعم حركات مماثلة في بلدان أخرى، بما في ذلك روسيا.
في 21 يناير 2010، أيدت محكمة مدينة موسكو قرار محكمة مقاطعة تفيرسكوي في 6 أكتوبر 2009. في يوليو 2010، أطلقت إيرينا فيدوتوفا وإيرينا شيبتكو شكواهم ضد روسيا في المحكمة الأوروبية لحقوق الإنسان.

## الرأي العام
| التاريخ                                                   | تأييد الروس لزواج المثليين | معارضة الروس لزواج المثليين | موافق جزئيا، لا أوافق جزئيا / من الصعب الإجابة | هامش الخطأ | العينة           | المستطلع                                   | نوع الاستطلاع |
| --------------------------------------------------------- | -------------------------- | --------------------------- | ---------------------------------------------- | ---------- | ---------------- | ------------------------------------------ | ------------- |
| 1 July 2015 – 31 يوليو 2015                               | 5%                         | 90%                         | 5%                                             | 3.3%       | 2,471            | Institute for Comparative Social Research  | PAPI          |
| 11 April 2015 – 12 أبريل 2015 4 يوليو 2015 – 5 يوليو 2015 | 8%                         | 80%                         |                                                | 3.5%       | 1,600 مستجيب     | Russian Public Opinion Research Center     |               |
| 27 مارس 2015 – 30 مارس 2015                               | 7%                         | 84%                         | 9                                              | 4.1%       | 800 أشخاص بالغين | Levada Center                              |               |
| 15 يناير 2013 – 18 يناير 2013                             | 5%                         | 85%                         | 10                                             | 3.4%       | 1,600 شخص بالغ   | Levada Center                              |               |
| يوليو 2012                                                | 10%                        | 77%                         | 13                                             |            |                  | Levada Center                              |               |
| يوليو 2010                                                | 14%                        | 84%                         | 4                                              |            |                  | Levada Center                              |               |
| 17 مايو 2005                                              | 14.3%                      | 73.4%                       |                                                |            |                  | Levada Center                              |               |
| أبريل 2005                                                | 15%                        | 74%                         | 12%                                            |            |                  | Levada Center                              |               |
| 29 يناير 2005 – 30 يناير 2005                             | 14%                        | 59%                         | 27%                                            | 3.4%       | 1,600 شخص بالغ   | All-Russian Public Opinion Research Center | حوارات        |

وجد معهد البحوث الاجتماعية المقارنة، الذي أجري في الفترة من 1 يوليو 2015 إلى 31 يوليو 2015، أن 5% من الروس يفضلون أو يؤيدون بشدة السماح للمثليين والمثليات بالزواج بشكل قانوني، مع 3% من الروس الذين تتراوح أعمارهم بين 35 سنة وما فوق، و 5% بين الأرثوذكسيين، 8% بين "الادينيين، و 9% الذين تتراوح أعمارهم بين 18-34 سنة.